# Glenwood City
Glenwood City – miasto w Stanach Zjednoczonych, w stanie Wisconsin, w hrabstwie St. Croix.